# Pimplomorpha
Pimplomorpha är ett släkte av steklar. Pimplomorpha ingår i familjen brokparasitsteklar.
Kladogram enligt Catalogue of Life:
| Pimplomorpha | \| \| Pimplomorpha dolini \| \| \| \| \| \| Pimplomorpha trilineata \| \| \| \| |
|              | \| \| Pimplomorpha dolini \| \| \| \| \| \| Pimplomorpha trilineata \| \| \| \| |
|              | Pimplomorpha dolini                                                             |
|              |                                                                                 |
|              | Pimplomorpha trilineata                                                         |
|              |                                                                                 |